# Glencoe I
Glencoe, född 1853, död 1 februari 1880, var ett engelskt fullblod, mest känd för att ha segrat i 2000 Guineas (1834) och Ascot Gold Cup (1835). Han var en av de tidigaste fullblodshingstarna som importerades till USA, och blev där en av de bästa avelshingstarna. Flera framstående söner efter Lexington var under ston efter Glencoe, bland annat Asteroid, Kentucky och Norfolk. Han var ledande avelshingst i Nordamerika under åtta år (1847, 1849, 1850, 1854, 1855, 1856, 1857, 1858).

## Bakgrund
Glencoe var en fuxhingst efter Sultan och under Trampoline (efter Tramp). Han föddes upp av George Child Villiers, 5:e Earl av Jersey och ägdes av George Child Villiers, 5:e Earl av Jersey, Mr Tattering, James Jackson, W.F. Harper och Alexander Keene Richards. Han tränades under tävlingskarriären av James "Tiny" Edwards.
Glencoe startade 10 gånger under sin tävlingskarriär och tog 8 segrar, 1 andraplats och 1 tredjeplats. Han tog karriärens största segrar i 2000 Guineas (1834) och Ascot Gold Cup (1835). Han segrade även i Riddlesworth Stakes (1834), Dessert Stakes (1834), Royal Stakes (1834), Goodwood Cup (1834), Racing Stakes (1834) och Garden Stakes (1834).

## Karriär
Glencoe gjorde tävlingsdebut som treåring i tränare James Edwards regi. Edwards är fortfarande den enda tränaren som har segrat i fyra raka 2000 Guineas (alla fyra hästarna är efter Sultan och uppfödda av George Child Villiers, 5:e Earl av Jersey). Glencoe, som var Edwards favorithäst, var den första av dessa fyra segrare.
Som fyraåring segrade Glencoe i Ascot Gold Cup, vilket kom att bli hans enda start under fyraåringssäsongen. Han fick senare avsluta sin tävlingskarriär för att vara verksam som avelshingst.

### Som avelshingst
Glencoe stallades upp som avelshingst i England på Tattersalls Dawley Wall Farm i Middlesex för sin första avelssäsong. Under hans första kull blev han far till 30 avkommor. Han blev bland annat far till Pocahontas (under Marpessa), som kom att bli ett av de viktigaste avelsstona i galoppsportens historia.
Glencoe köptes sedan av amerikanen James Jackson, och skickades till USA i slutet av avelssäsongen 1836. Glencoe var en av de första fullblodshästarna som importerades till USA, och hade en otrolig effekt på landets fullblodsblodslinjer. Han fick uppskattningsvis 481 avkommor under 22 år som avelshingst i Alabama, Tennessee och Kentucky.
Glencoe såldes 1848 till WF Harper i Midway, Kentucky, för 3 000 dollar. Harper skickade Glencoe till Nantura Stud 1855, där han blev far till 21 avkommor från 1855 och 15 avkommor från 1856.
Glencoe såldes igen 1857, vid 26 års ålder, till Alexander Keene Richards, ägare av Blue Grass Park i Georgetown, Kentucky. Glencoe avled av lunginflammation i augusti 1857, och begravdes på Blue Grass Park.
Under sin tid i USA var Glencoe ledande avelshingst i Nordamerika under åtta år (1847, 1849, 1850, 1854, 1855, 1856, 1857, 1858). Han blev far till mer än dubbelt så många ston som hingstar medan han stod i USA, och hans ston var överlägsna hans manliga avkommor i både tävling och avel.
Glencoe är även känd som en avelsmorfader, som far till bland annat Pocahontas och Reel, som blev ett av de mest inflytelserika avelsstona i amerikansk galopphistoria.